# Каченовский, Дмитрий Иванович
Дмитрий Иванович Каченовский (1827—1872) — российский правовед, профессор.

## Биография
Родился 8 (20) декабря 1827 года в Карачеве Орловской губернии, в семье канцелярского служащего. После смерти отца остался на попечении своей матери, которая поместила его на казённый счёт в канцелярское училище в Орле. Одарённый мальчик обратил на себя внимание быстрыми успехами и был переведён в в 1839 году, на казённый же счёт, в Харьковскую губернскую гимназию — в 4-й класс.
В 1843 году окончил гимназию с золотой медалью и поступил в Харьковский университет. В 1847 году окончил курс юридического факультета университета, был оставлен при университете для приготовления к профессорскому званию и, защитив в 1849 году магистерскую диссертацию «О владычестве над морями», начал преподавание в университете международного права в качестве адъюнкта; в следующем году был назначен секретарём юридического факультета и стал читать лекции по энциклопедии законоведения и государственных учреждений, а также основный законы Российской империи и законы о государственной службе. В 1853 году ему было поручено «цензурование» неофициальной части Харьковских губернских ведомостей (вместо умершего Н. Т. Костыря).
В 1855 году защитил в Московском университете докторскую диссертацию «О каперах и призовом судопроизводстве в отношении к нейтральной торговле». В Москве он близко сошёлся с кружком западников, «заветам которого остался верен до конца своей жизни».
В 1858 году отправился в продолжительное путешествие за границу и пробыл там до середины 1860 года; в это время, в октябре 1858 года был избран Советом университета ординарным профессором по кафедре общенародного права и дипломатии и утверждён в мае 1859 года. Поездки заграницу, но на менее продолжительные сроки, он предпринимал ещё в 1864, 1866, 1868 и 1870 годах. Отчёты Каченовского о поездках за границу (Xарьков, 1860 и 1862) свидетельствуют о том, «как широко он понимал свою задачу (ознакомление с политическою жизнью и наукою Запада), как умело и зорко наблюдал и с каким беспристрастием относился ко всему, что ему пришлось видеть (упреки в англоманстве совершенно неосновательны)». в 1870 году он был избран деканом юридического факультета.
В 1855—1865 годах он активно публиковался. К этому десятилетию относятся почти все его изданные работы.
Уже с 1864 года обнаружились признаки чахотки, от которой умер его отец. С 1870 года болезнь стала быстро развиваться и 21 декабря 1872 (2 января 1873) года он скончался. В последние годы своей жизни Каченовский стал заниматься искусствоведением. Он особенно увлёкся искусством Италии, куда совершил несколько поездок.

## Научная деятельность

### Международное право
Д. И. Каченовский был известен как юрист, занимавшийся проблемами международного права. В своих исследованиях Каченовский придерживался практического направления английской и голландской школы. Он ценил труды Бейнкерсгука и сходился с ним в методе исследования.
Публициста Вурма он считал лучшим политическим писателем Германии и не выносил немецкой Gelehrtheit. Благодаря исторической точке зрения Каченовскому удавалось угадывать, в каком направлении предстоит развиваться тому или другому юридическому учреждению.
Его докторская диссертация — одна из лучших монографий своего времени; в ней в виде постулатов из основных начал международного права и его исторического развития намечены некоторые реформы, вскоре после того получившие частичное осуществление в Парижской декларации 1856 года.
Каченовский один из первых выразил мысль о необходимости для развития международного права совместной работы учёных различных стран — мысль, осуществившуюся через год после смерти Каченовского созданием института международного права.
Любимой идеею Каченовского была кодификация норм международного права. Каченовский чутко отзывался на все явления политической жизни, как на Западе, так и в России; политическое и общественное обновление последней находило в нём самое горячее сочувствие (см. речь «Новая Россия и Новая Европа», «Русская речь», 1861, а также в «Курсе»). Каченовский был одним из наиболее выдающихся преподавателей и руководителей университетской молодежи. Беззаветно преданный своему провинциальному университету, «своей Саламанке», он не отделял себя от своей аудитории, которую воспитывал в духе истины и прогресса.
При юридическом факультете Харьковского университета была учреждена в память его премия его имени, которая выдавалась за лучшее сочинение, написанное на заданную факультетом тему.

### Искусствоведение
Сохранившиеся путевые заметки его имеют, по словам профессора Стоянова, большой интерес для истории искусства (не изданы). Плодом пребывания Каченовского в Италии было широко задуманное исследование о Микеланджело, из которого лишь небольшой отрывок появился в печати («Старые флорентийские мастера», «Вестник Европы», 1869, август и окт.). Учрежденный при Харьковском университете музей изящных искусств передан был в заведование его главному инициатору, Каченовскому (в 1870 году Каченовский издал указатель скульптурных произведений музея с приложением статьи проф. Байта о художественных произведениях из слоновой кости).